# Liste der denkmalgeschützten Objekte in Rutzenham
Die Liste der denkmalgeschützten Objekte in Rutzenham enthält das einzige denkmalgeschützte, unbewegliche Objekt der oberösterreichischen Gemeinde Rutzenham.

## Denkmäler
| Foto |                 | Denkmal                                                                   | Standort                             | Beschreibung | Metadaten |
| ---- | --------------- | ------------------------------------------------------------------------- | ------------------------------------ | --- | --- |
| ja   | Datei hochladen | Expositurkirche Göttlicher Kinderfreund HERIS-ID: 88700 Objekt-ID: 103282 | neben Bach 12 Standort KG: Rutzenham | Die Expositurkirche Göttlicher Kinderfreund in Bach wurde 1897 bis 1899 als Schulkapelle nach Plänen des Baumeisters Paul Hochegger errichtet. Die Kirche ist durchgehend im neugotischen Stil gehalten. Der Hochaltar ist aus Carraramarmor. Auf den Fenstern im Chor sind Szenen aus der Kindheit Christi zu sehen. Die Bemalung des Innenraums ist noch im Originalzustand von 1901. | BDA-Hist.: Q25384244 Status: § 2a Stand der BDA-Liste: 2025-06-30 Name: Expositurkirche Göttlicher Kinderfreund GstNr.: 1936/2 Expositurkirche Bach |